# John Wrighton
John Derek Wrighton (10 marzo 1933) è un ex velocista britannico.

## Palmarès

### Europei
- 2 medaglie:
  - 2 ori (Stoccolma 1958 nei 400 m piani; Stoccolma 1958 nella staffetta 4x400 m)